# Unia Prawicy Rzeczypospolitej
Unia Prawicy Rzeczypospolitej – komitet wyborczy wyborców, biorący udział w wyborach parlamentarnych w Polsce w 1997.
Komitet został stworzony na bazie Unii Polityki Realnej Janusza Korwin-Mikkego oraz Partii Republikanie Jerzego Eysymontta. Na listach znaleźli się też przedstawiciele Ruchu dla Rzeczypospolitej, Rzemieślniczej Partii Polski, Partii Kupieckiej, Partii Demokratycznej „Przedsiębiorczość Polska” (posła Zbigniewa Zyska), a także Polskiego Stowarzyszenia Użytkowników Nieruchomości.
W głosowaniu do Sejmu lista wyborcza Unii Prawicy Rzeczypospolitej otrzymała 266 317 głosów, tj. 2,03% poparcia, nie uzyskując żadnych przedstawicieli w parlamencie. Po wyborach komitet nie kontynuował działalności.